# 朴鐘煥
朴鐘煥（韓語：박종환，1982年9月7日—），韓國男演員。2009年通过《普通少年》出道后参演《格斗青春》《製作人》《辣手警探》《檢察官外傳》等多部作品，2017年分别凭借《狼来了》和《心动之夜》获得第4届野花电影奖最佳男主角和第22届釜山國際電影節年度演员奖。2019年在驚悚劇《他人即地狱》中一人分飾演二角被众多观众知晓。

## 演出作品

### 电影
- 2009年：《普通少年》饰演 泰莞
- 2009年：《那些秘密和细小的东西》（비밀들과 사소한 것들）饰演 俊宇
- 2009年：《金属电影》（메탈 무비）
- 2010年：《人人为己》饰演 打电话的男子（声音出演）
- 2010年：《丧葬戏梦》（장례희몽）饰演 锡贤
- 2011年：《高地戰》饰演 火器小队长
- 2011年：《有毒的杯子》（독이 담긴 잔）饰演 忠烈王
- 2011年：《我的战斗》（나의 싸움）饰演 乌鸦
- 2012年：《打着石膏的男子》（깁스를 한 남자）饰演 钟焕
- 2013年：《格斗青春》饰演 镇成
- 2013年：《机器人生存》（로보트리바이벌）饰演 俊和
- 2014年：《预备开机暴力电影》饰演 一进会实权人物
- 2014年：《首尔恋爱》饰演 馆长
- 2014年：短片《侵入者》（침입자）饰演 载民
- 2015年：《辣手警探》饰演 梁室长
- 2015年：《正在上映》饰演 钟焕
- 2015年：《哭房》（우는 방）饰演 男子
- 2016年：《檢察官外傳》饰演 李振石
- 2016年：《狼来了》饰演 池烷周[5]
- 2016年：《模糊的時間》饰演 镇成
- 2017年：《One Line》饰演 基泰
- 2017年：《特別市民》饰演 黑色夹克男子
- 2017年：《霸气项目》饰演 河时勇
- 2018年：《心动之夜》饰演 振赫
- 2019年：《那些面孔》饰演 起宣
- 2019年：《没有你的生日》饰演 永俊
- 2019年：《鲶鱼美琪》饰演 角君爵
- 2019年：《零下风》饰演 英振
- 2019年：《我们一起看电影读小说》
- 2020年：《超级关心的问题》饰演 房东的儿子
- 2020年：《开场号》饰演 熙泰[6]
- 2021年：《謗法：在此矣》饰演 玄哲民（友情出演）
- 2021年：《小说家仇甫的一天》饰演 仇甫[7]
- 2021年：《那些虚构作品》饰演 致远
- 2022年：《共助2》饰演 赵社长[8]
- 2022年：《Doom Doom》饰演 俊锡
- 2023年：《对话》饰演
- 2023年：《混凝土乌托邦》饰演 假的英卓
- 2023年：《绝海孤岛》饰演 允哲
- 2024年：《未知數》飾演 基萬
- 2024年：《晨海的海鷗》飾演 容秀
- 2024年：《宥貞姐姐》飾演
- 2024年：《好久不見》飾演 秀奉
- 2025年：《殺人預言》飾演 裴錫泰

### 劇集
- 2012年：MBC Every1《人人为己》饰演 朴钟焕
- 2012年：KBS2《Drama Special—艺术》饰演 正焕
- 2014年：Daum tvPot《暧昧男女》（友情出演）
- 2015年：Mnet《The Lover》饰演 朴焕钟[9]
- 2015年：KBS2《製作人》饰演 白英灿[10]
- 2015年：KBS2《Drama Special—假货一家人》饰演 韩英振[11]
- 2016年：KBS2《任意依戀》
- 2017年：Naver TV《偶像权限代理》饰演 面长
- 2017年：Naver TV《明天开始我们》饰演 朴代表
- 2017年：tvN《TvN Drama Stage—朴代理的隐秘私生活》
- 2019年：OCN《他人即地狱》饰演 边得钟
- 2020年：SBS《浪漫醫生金師傅2》饰演 林贤俊[12]
- 2020年：JTBC《幸福的振秀》饰演 韩亨佑
- 2022年：Netflix《少年法庭》饰演 高江植[13]
- 2023年：SBS《模範計程車2》饰演 朴铉祖[14]
- 2025年：JTBC《協商的技術》飾演 祐珍檢察官

## 奖项荣誉
| 年份   | 颁奖礼                     | 奖项           | 作品         | 结果 | 参考          |
| ------ | -------------------------- | -------------- | ------------ | ---- | ------------- |
| 2016年 | 第25届釜日电影奖           | 最佳新人男演员 | 《狼来了》   | 提名 |               |
| 2017年 | 第22届春史电影奖           | 最佳新人男演员 | 《狼来了》   | 提名 |               |
| 2017年 | 第4届野花电影奖            | 最佳男主角     | 《狼来了》   | 獲獎 | [ 15 ]        |
| 2017年 | 第22届釜山国际电影节       | 年度演员奖     | 《心动之夜》 | 獲獎 | [ 16 ] [ 17 ] |
| 2023年 | 第24届釜山电影评论家协会奖 | 最佳男演员     | 《绝海孤岛》 | 獲獎 | [ 18 ]        |
| 2024年 | 第11届野花电影奖           | 最佳男主角     | 《绝海孤岛》 | 提名 | [ 19 ] [ 20 ] |

## 外部連結
- 朴鐘煥在NAVER上的资料
- 朴鐘煥在Daum上的资料
- 朴鐘煥在韩国电影数据库（KMDb）上的資料（韓語）